# Jovan Palavestra
Jovan Palavestra (Mostar, 25. travnja 1893. – Sarajevo, 6. prosinca 1959.), bio je književnik i prevoditelj. 

## Životopis
Jovan Palavestra rodio se je u Mostaru 1893. godine. Studirao je pravo u Zagrebu. Nakon Prvoga svjetskoga rata u Sarajevu razvio je raznovrsnu kulturnu i književnu djelatnost. Sudjelovao u je osnivanju Narodnog pozorišta. Za vrijeme Drugoga svjetskoga rata boravio je u Srbiji, a potom do smrti živio je u Sarajevu. Pisao je drame, pripovijetke, putopisne reportaže; bio je utjecajan književni i kazališni kritičar. 
Reagirajući na Krležin članak Aleksa Šantić, Palavestra izlaže svoje viđenje Krleže, zgnušan odnosom što ga Krleža iskazuje naspram tek preminula pjesnika. Svoje teze Palavestra naznačuje već u nadnaslovu i podnaslovu članka: Primeri umetničke savesti. Podvig g. Miroslava Krleže. Jedna slava gledana s naličja (Večernja pošta, 10. travnja 1924.). Označuje Krležu, toga »predstavnika književne republike literarnoga San Marina u mirotvornoj Hrvatskoj«, čovjekom bez elementarna pijeteta i umjetnikom što se naglo vinuo do slave u okolnostima naklonjena mu političkoga i društvenoga trenutka. Palavestra Krleži posve ne osporava talent, ali upozorava da ga ne krasi skromnost, »najljepša vrlina umjetnika«. Svoj temeljni doživljaj Krleže koji blebeće, docira i diskutira vidi i kao osnovnu karakteristiku, stoga manu, Krležina dramskoga djela (Dramski ćorci g. Krleže. Dva čina, dva dijaloga; tri sata, tri pucnja, Reč, 19. lipnja 1928.), pišući o drami U agoniji. Logičan je tako put do Lede, kao najslabijega Krležina djela, do kojega se u Krleže stalno radi o »opadanju i slabljenju nerva dramske akcije«, koja je inače, prema Palavestri, bila prisutnija u prvom dijelu trilogije (Klackanje repertoara. »Leda«, »Tartif«, »Kći puka«, Pregled, 1933., 9.).
Pisao je pripovijetke i drame, kazališnu i književnu kritiku. Pevodio je Przybyszewskoga, Flauberta, Baudelairea. 

## Djela
- Sivi vidici, (zbirka pripovijetki), 1919.
- Na belom hlebu, (zbirka pripovijetki), 1920.
- Od predanja do istine, 1933.
- Savesti na vetru, (drama)
- Čovjek koji se snašao, (drama)
- Veliki skandal, (drama)
- Izabrana djela, 1971.